# Guy Evéquoz
Guy Evéquoz   (20 d'abril de 1952) és un tirador d'esgrima suís, ja retirat, especialista en espasa, guanyador d'una medalla olímpica. És germà del també tirador d'esgrima i medallista olímpic Jean-Blaise Evéquoz.
El 1972 va prendre part en els Jocs Olímpics d'Estiu de Hèlsinki, on guanyà la medalla de plata en la prova d'espasa per equips del programa d'esgrima.
En el seu palmarès també destaca una medalla de plata al Campionat del món d'esgrima de 1977.